# Hugo Jacobsson
Hugo Jacobsson  (* 12. Januar 1997) ist ein ehemaliger schwedischer Skilangläufer.

## Werdegang
Jacobsson, der für den Falun Borlänge SK startete, lief im Januar 2013 in Östersund seine ersten Rennen im Scandinavian-Cup und belegte dabei den 232. Platz über 15 km Freistil und den 211. Rang im Sprint. Seine besten Platzierungen beim Europäischen Olympischen Winter-Jugendfestival 2015 in Steg waren der achte Platz im Sprint und der fünfte Rang in der Mixed-Staffel. Bei den Nordischen Junioren-Skiweltmeisterschaften 2016 in Râșnov wurde er Sechster im Sprint und Fünfter mit der Staffel. Im folgenden Jahr kam er bei den Nordischen Junioren-Skiweltmeisterschaften in Soldier Hollow auf den 11. Platz im Sprint und auf den achten Rang mit der Staffel. Im März 2017 wurde er in Kalix schwedischer Juniorenmeister im Sprint. Sein Debüt im Weltcup hatte er im Januar 2019 in Dresden, das er auf dem 53. Platz im Sprint beendete. Bei den U23-Weltmeisterschaften 2019 in Lahti lief er auf den 49. Platz im 30-km-Massenstartrennen, auf den 46. Rang über 15 km Freistil und auf den 21. Platz im Sprint. Im Februar 2019 holte er in Cogne mit dem 24. Platz im Sprint seine ersten und einzigen Weltcuppunkte. Anfang April 2019 wurde er in Gällivare zusammen mit Oskar Svensson schwedischer Meister im Teamsprint. Letztmals im Weltcup startete er im März 2022 in Falun, wobei er den 32. Platz im Sprint errang.